# Комрани
Комрани су насељено мјесто у општини Пале, Федерација Босне и Херцеговине, Босна и Херцеговина.

## Становништво
|         | 2013.       | 1991.        | 1981.         | 1971.         |
| Укупно  | 20 (100,0%) | 109 (100,0%) | 135 (100,0%)  | 154 (100,0%)  |
| Бошњаци | 20 (100,0%) | 99 (90,83%)1 | 131 (97,04%)1 | 152 (98,70%)1 |
| Срби    | –           | 10 (9,174%)  | 4 (2,963%)    | 1 (0,649%)    |
| Остали  | –           | –            | –             | 1 (0,649%)    |

1. 1 На пописима од 1971. до 1991. Бошњаци су пописивани углавном као Муслимани.